# Johann Jacob Wagner
Johann Jacob Wagner, auch Jakob, (* 27. April 1641 in Tägerwilen; † 14. Dezember 1695 in Zürich) war ein Schweizer Naturforscher und Arzt.

## Leben
Wagner war der Sohn des reformierten Pfarrers Johann Jacob Wagner und  von Johanna Ziegler, Tochter des damals bekannten Zürcher Arztes Jacob Ziegler, der auch nach dem Tod des Vaters 1648 die Erziehung übernahm. Noch im Jahr seiner Geburt zog die Familie nach Zürich. Er studierte ab 1659 in Heidelberg (wahrscheinlich noch nicht Medizin, sondern um bei dem Zürcher Theologen Johann Heinrich Hottinger zu studieren), Steinfurt (1661, er wohnte dort im Haus des Zürcher Theologen Johann Heinrich Heidegger), Hamm (1663) und ab 1664 Medizin im südfranzösischen Orange (Vaucluse). Im Jahr 1667 wurde  er in Orange in Medizin promoviert (Dissertation De febre quartana intermittente) und eröffnete eine Praxis in Zürich. 1670 wurde er Waisenhausarzt und 1692 zweiter Stadtarzt von Zürich. Der Posten war auf Verlangen der Chirurgen neu geschaffen worden, die einen zweiten Stadtarzt bei ihren Prüfungen verlangten. Wagner übernahm auch die armen Stadt- und Landpatienten. Dafür musste der erste Stadtarzt Johannes von Muralt einen Teil seines Gehalts an ihn abgeben.
1677 wurde er außerdem einer der Kuratoren der Stadtbibliothek (Bürgerbibliothek) und 1679 war er einer der Gründer des Collegium Insulanum, einer nach dem Versammlungsort, der Wasserkirche, benannten wissenschaftlichen Gesellschaft, die bis 1683 bestand und die für jeden Interessierten frei zugänglich war. Wagner gab auch wie andere Ärzte Privatunterricht. Er verwaltete auch das Naturalienkabinett in der Wasserkirche, das auch von Johann Jakob Scheuchzer oft besucht wurde.
Er veröffentlichte die erste Naturgeschichte der Schweiz und einen Reiseführer durch die Schweiz und außerdem viel in den Ephemeriden der Academia naturae curiosorum, deren Mitglied er ab 1690 war.
1669 heiratete er Katharina Aberli, Tochter eines Pfarrers in Regensdorf. Von seinen acht Kindern erreichte nur sein Sohn Johann (1670–1737) das Erwachsenenalter und wurde ebenfalls Arzt.

## Schriften
- Historia naturalis Helvetiae curiosa. Zürich 1680.
- Index Memorabilium Helvetiae. 1684. (zweite Auflage als Mercurius Helveticus. 1688)